# Алтай Гобійський
Алта́й Гобі́йський — південно-східна частина Монгольського Алтаю в Монголії, низка розірваних паралельних хребтів.
Гобійський Алтай складається з низки субширотних хребтов і кряжів, розділених сухими долинами і улоговинами і оточені похилими рівнинами (белями). Протяжність системи становить понад 500 км, переважні висоти — від 1500 до 3000 м. Найвища точка — вершина Барун-Богдо-Ула (3957 м) на хребті Іх-Богдин-Нурум. Рослинність в нижньому поясі пустельна, у верхньому — степова.
Гори складені кристалічними сланцями, гранітами, пісковиками і вапняками. Район Гобійського Алтаю вельми сейсмічний . У 1957 році тут стався катастрофічний землетрус в 11-12 балів, помітні коливання ґрунту спостерігалися на території 5 млн км². У 1958 в Гобійського Алтаї стався ще один землетрус, силою в 10 балів — Баян-Цаганський.